# Chiesa di San Biagio (Villasor)
La chiesa di San Biagio è la chiesa parrocchiale di Villasor. Sorge nel centro del paese, nella piazza Matteotti, affiancata dalla canonica e dall'oratorio del Rosario.

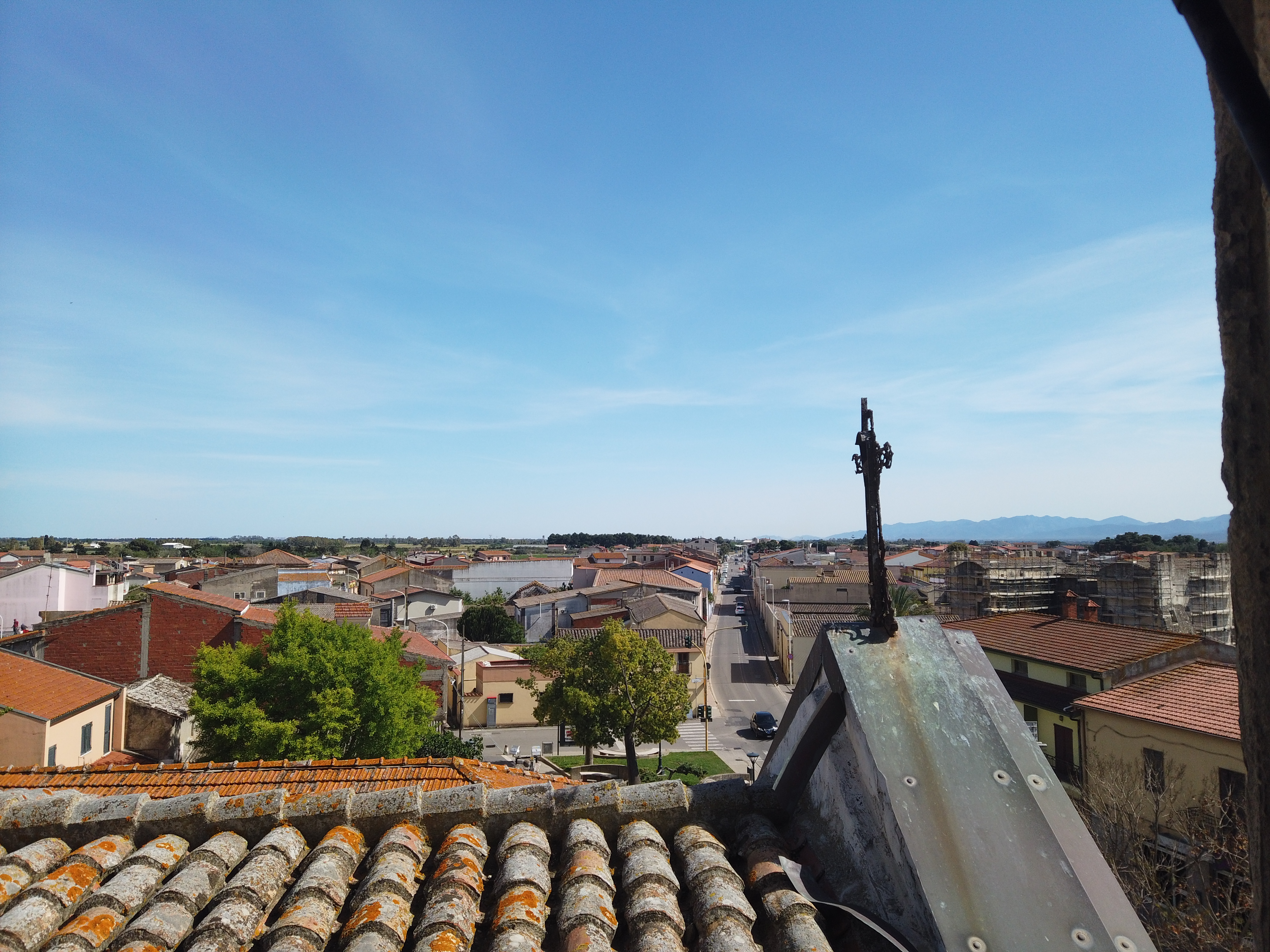
Croce posta sopra la facciata della chiesa

## Storia e descrizione

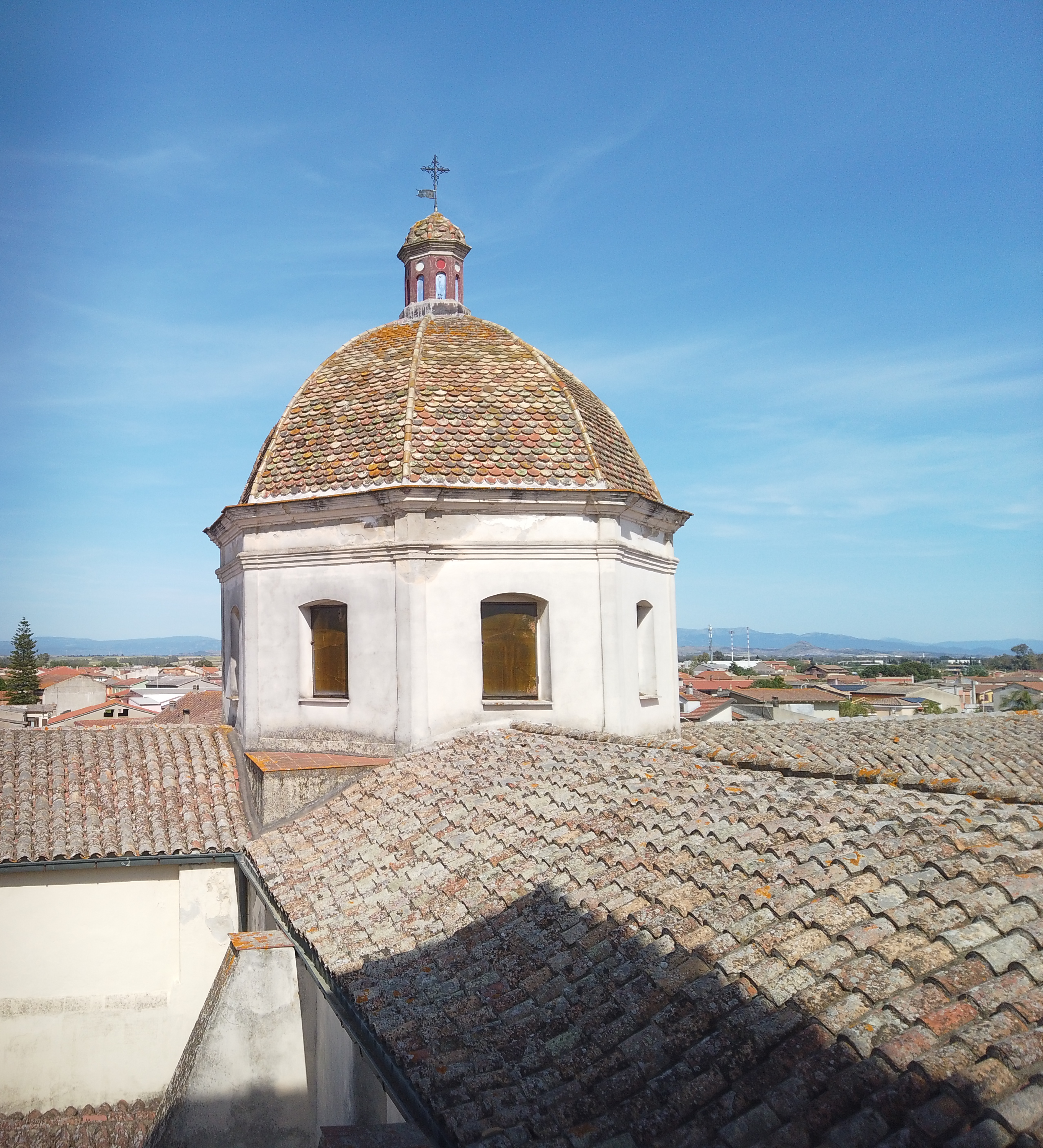
La cupola

La chiesa di San Biagio venne edificata nella prima metà del XV secolo in stile gotico catalano, secondo il modello della chiesa di San Giacomo a Cagliari. Tra il XVIII e il XIX secolo l'edificio venne radicalmente restaurato per volontà dell'arcivescovo Cadello.  Il 17 marzo 1914 il tempio venne consacrato dall'arcivescovo Francesco Rossi. I bombardamenti del 1943 danneggiarono la cupola e il tetto, successivamente riparati.

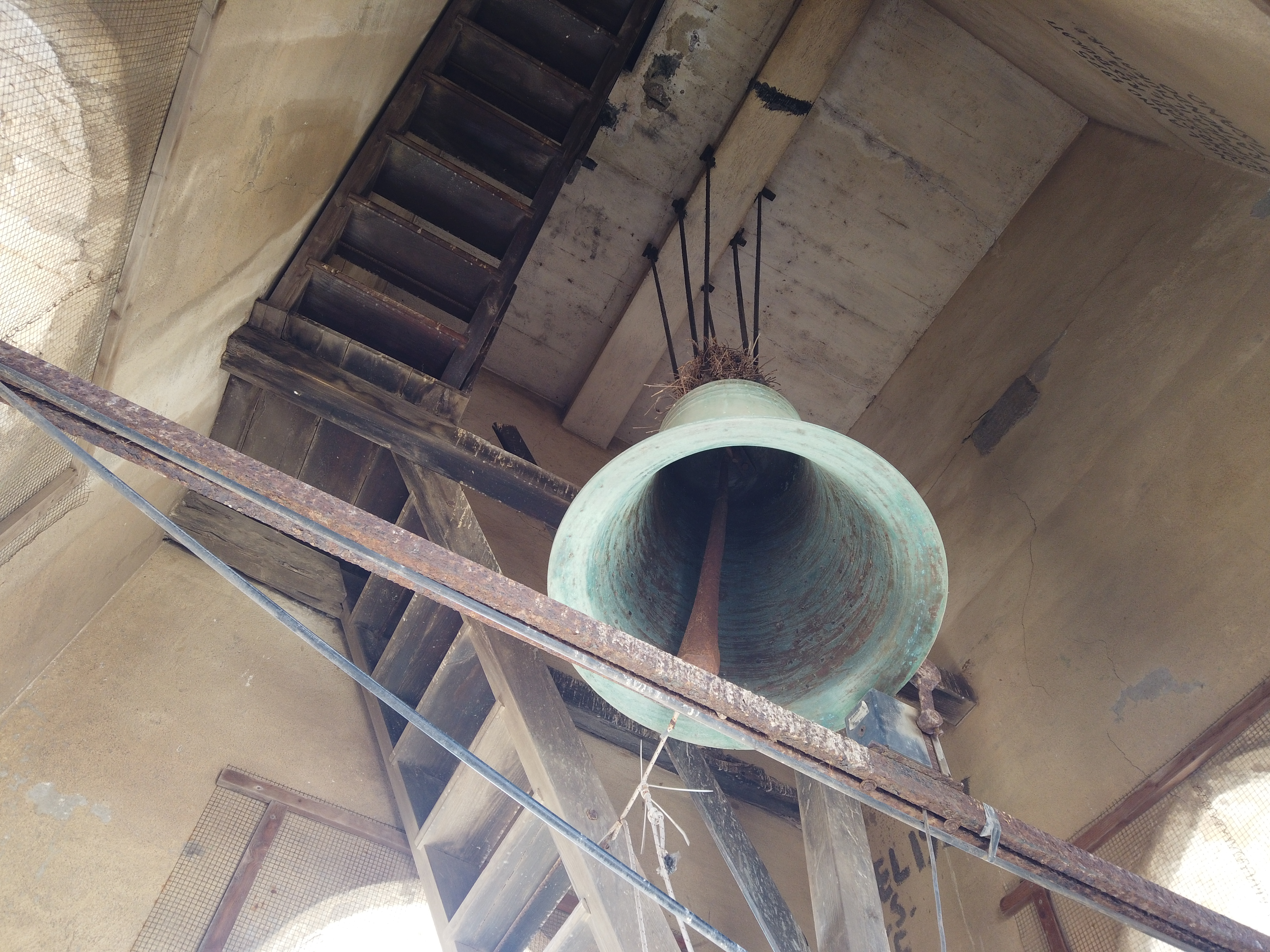
Interno del campanile

La chiesa ha una facciata a capanna, dove si aprono un finestrone rettangolare e il portale gotico, sormontato da un arco ogivale con cornice modanata, retta da peducci scolpiti. A sinistra della facciata si innalza la torre campanaria a canna quadra, come il portale risalente al primo impianto gotico. L'interno, che risente dei restauri sette-ottocenteschi, richiama il duomo di Cagliari: presenta pianta a croce latina, tre navate, transetto, cupola ottagonale all'incrocio dei bracci e presbiterio sopraelevato. Quest'ultimo è cinto da una balaustra marmorea, sorretta da leoni del medesimo materiale, e accoglie il pregevole altare maggiore barocco in marmi policromi che custodisce la statua lignea di san Biagio. Di rilievo anche l'altare della Madonna del Rosario, la statua lignea settecentesca raffigurante sant'Efisio e il paliotto dell'altare a lui dedicato. Nel braccio sinistro del transetto si apre la cappella del Santissimo Sacramento, che presenta archi ogivali e volte a crociera costolonate.